# サンタ・クルース修道院

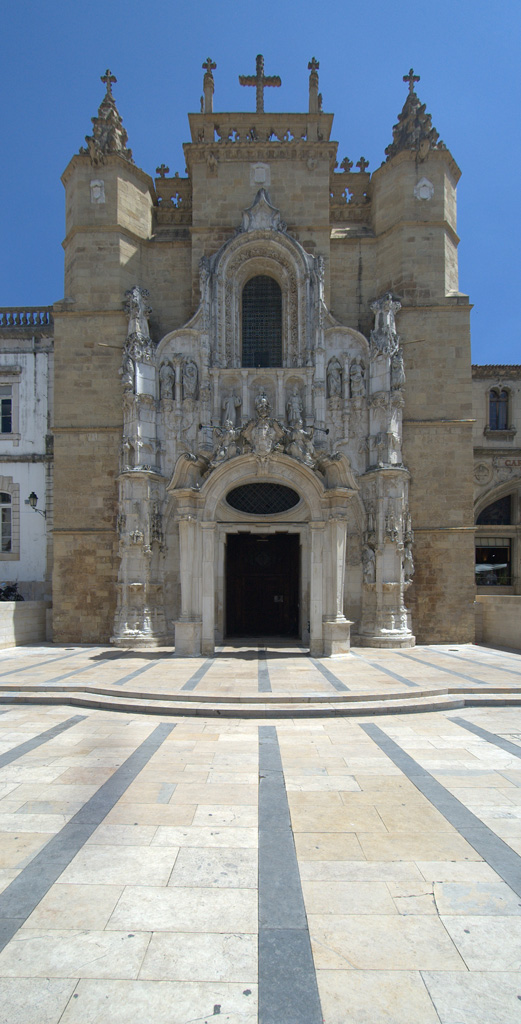
メイン・ファサード

サンタ・クルース修道院 （Mosteiro de Santa Cruz）は、サンタ・クルース教会（Igreja de Santa Cruz）の名で知られるポルトガル・コインブラの史跡である。
1131年にコインブラの城壁外に建てられ、ポルトガル王国初期における最も重要な修道士の館となった。聖アウグスチノ修道会に寄進され、政治・文化において枢要な地位を確立すると同時に多くの教皇庁特権と王家からの下賜を得て莫大な財を蓄積した。中世においては付属の学校が極めて重要なものとなり、知的あるいは政治エリートの集う場所となっていた。修道院の写字室はアフォンソ1世のプロパガンダ機関の中心となり、そのため彼が自らの意思によりサンタ・クルースに埋葬されたことは不思議なことではない。
初期ロマネスク様式建築に由来する要素は残っていない。一つの身廊から成り、ファサードにはアウグスティヌス＝ロマネスク建築に典型的な高塔があったことが知られているが、これらの要素は現存しない。16世紀前半、修道院はその後見を引き受けたマヌエル1世の命により全面的に改装された。

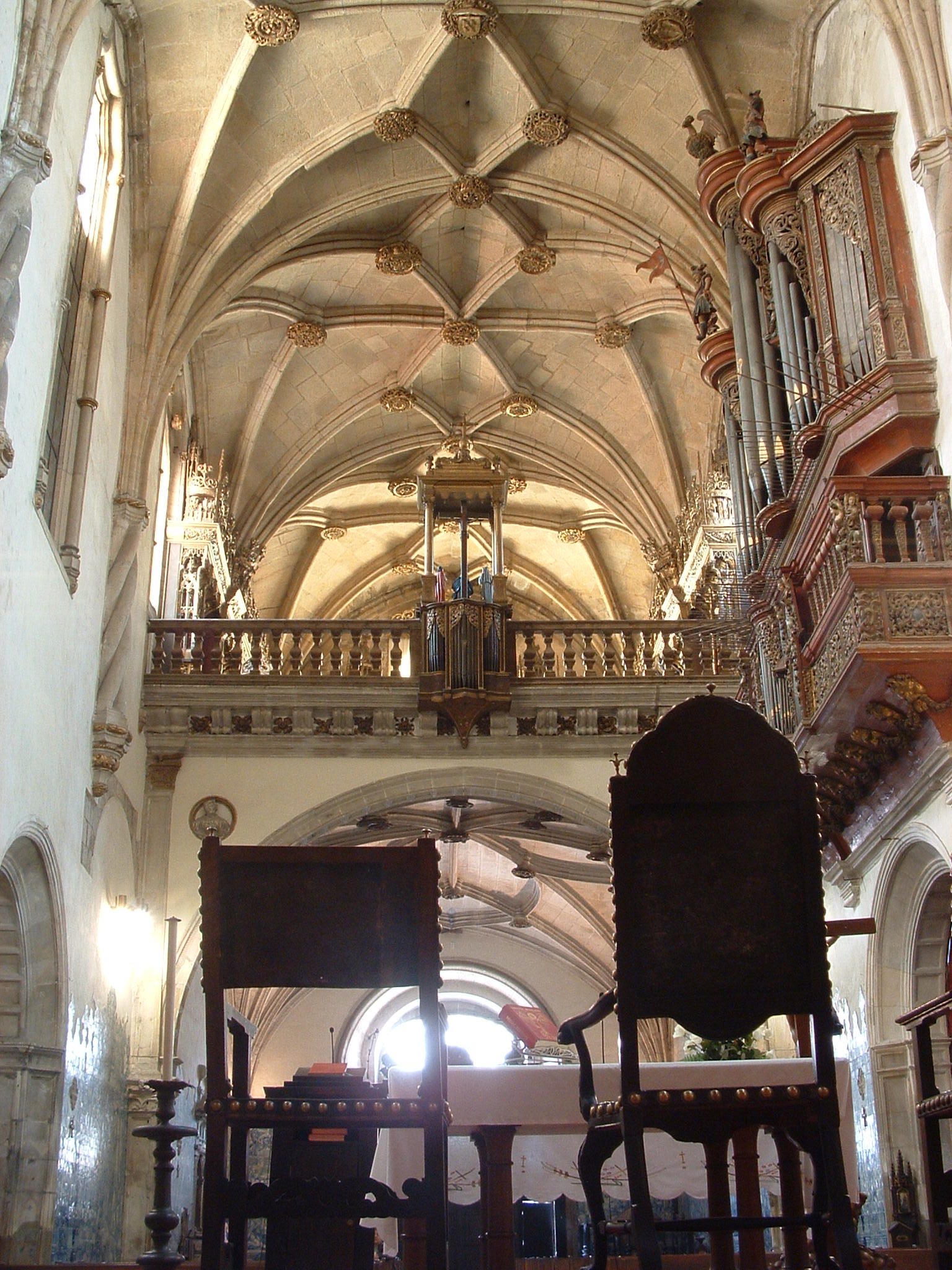
修道院内部

修道院の全体、すなわち教会堂とアフォンソ1世およびその後継サンシュ1世の墓は1530年に再び整備された、主礼拝堂へ移された。2人はニコラ・シャントレーヌの彫刻を施された棺の中に納められている。マヌエル様式の教会および、三中心アーチとリブアーチを有する聖堂参事会会議所のレイアウトを行ったのは建築家ディオゴ・ボイタクである。マルコ・ピレスがこれを引き継ぎ、サン・ミゲル礼拝堂と「沈黙の回廊」を完成させた。シャントレーヌの下で1522年から1525年にかけて造られた正門はマヌエル様式とルネサンスの影響を調和させており、この修道院の最も象徴的な部分となっている。
16世紀全体を通じてサンタ・クルースには最も評価の高い建築家、彫刻家、画家たちが活動していた。ディオゴ・デ・カスティーリョ、ジャン・ド・ルーアン、クリストヴァォン・デ・フィゲイレド、ヴァスコ・フェルナンデス、上に述べたシャントレーヌ、ボイタク、ディオゴ・ピレス(息子)などである。聖具室は17世紀に遡るもので、16世紀の絵画を数点保有している。
聖アントニオ・デ・リシュボアはここで学び、聖職授与の後はこの修道院で饗応を担当していた。